# 輪状種
輪状種（りんじょうしゅ）あるいは環状種（かんじょうしゅ）とは生物学で、隣接する集団と雑種を生じることのできる類縁関係にある一続きの個体群のことを指す。輪状でない場合には二つの「端」の集団があり、それらは雑種を生じることができない。輪状種は集団が遺伝的に分岐するときにどのようなことが起きるかを明示しており、進化の重要な証拠を提供する。

## 概説

輪状種の分布のモデル

輪状種は、進化が新しい種を作ることはないと考えている人々に大きな問題を突きつける。と同時に生命の世界を「種」によって分類しようと試みる研究者にも興味深い問題を提示する。「輪状種」と「別個の二種」を区別するのは、輪状種の両端を繋いでいる中間の集団である。中間の集団の多くが死ねば、輪状種は「別個の二種」となる。 
大きな問題は、これらを一つの種とすべきか（全ての個体同士が子を作れるわけではないにもかかわらず）、それぞれの集団を異なる種とすべきか（隣接した集団同士は交配可能であるのにもかかわらず）である。輪状種は、一般に理解されているほど種という概念が単純でも明確でもないことを示す好例である。

### 輪状種の分布のモデル
図中の一繋がりになっているバー（A,B,C）が輪状種を表す。赤、青などのそれぞれの色は地域個体群や亜種を表す。Aのように直線上に並んでいる場合もあれば（例えば山の斜面に沿って）、Bのように円状に分布している場合もあり（例えば湖の周囲に沿って）、Cのように終端同士が重複して生息している場合もある。そして終端の個体群同士は遺伝的もしくは物理的に生殖的隔離が成立しており、交雑出来ないか、しても生まれた子は不妊となり子孫を残せない。

## カモメの例
1. ニシセグロカモメ
2. シベリアニシセグロカモメ
3. ホイグリンカモメ
4. ビルライカモメ
5. ヴェガセグロカモメ
6. アメリカセグロカモメ
7. セグロカモメ

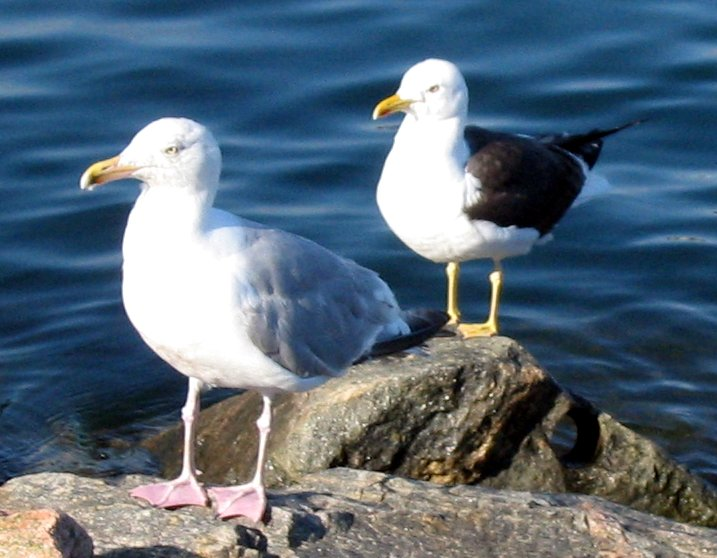
左: セグロカモメ,
右: ニシセグロカモメ

北極を囲むカモメの分布図:
マゼンダの矢印↔は交雑関係。

輪状種の典型例は北極を囲むように生息しているカモメ属の構成種である。セグロカモメは主にグレートブリテン島とアイルランドに住んでいるが、北アメリカに住んでいるアメリカセグロカモメと交雑することができる。
アメリカセグロカモメは東シベリアに住むヴェガセグロカモメと交雑でき、ヴェガセグロカモメは西シベリアに住むビルラカモメと交雑できる。
ビルラカモメはホイグリンカモメと交雑でき、ホイグリンカモメはシベリアニシセグロカモメと交雑でき、最後に、シベリアニシセグロカモメは北欧に住むニシセグロカモメと交雑できる。
しかしながらニシセグロカモメとセグロカモメは、明確に異なっている上、通常交雑しない。
このようにヨーロッパで重なる“両端”の部分を除き、カモメの群れは連続した集団を形作っている。

## 他の例

ヒマラヤを囲むヤナギムシクイの分布図。異なる色は異なる亜種を示す。

- カリフォルニアセントラルヴァレーを囲むように分布するエシュショルツサラマンダー（エシュショルツサンショウウオ）
- ヒマラヤ山脈の周囲に分布するヤナギムシクイ